# Neigembos
Neigembos är en skog som ligger i Ninove, en östflamländsk stad, cirka 20 km väster om huvudstaden Bryssel.
Neigembos är omgiven av åkrar, gräsmarker och ängar, ofta varvat med blandade häckar, träd, diken och tjärnar.
Årsmedeltemperaturen i trakten är 10,9 °C. Den varmaste månaden är agusti, då medeltemperaturen är 18,4°C, och den kallaste är januari, med 3,8°C.

## Natura 2000
Den 72 hektar stora Neigembos är ett stort natur- och skogsområde i Meerbeke/Neigem (Ninove) som är en del av europeisk skyddad natur, som en del av Natura 2000-habitatdirektivet "Skogar i de flamländska Ardennerna och andra sydflamländska skogar". Det är, precis som Forêt de Soignes, en rest av den gamla Kolskogen. Skogen täcker en höjdskillnad på 20 till 90 meter över havet på gränsen mellan de flamländska Ardennerna och Pajottenland. Största delen av Neigembos är ett skogsreservat.

## Flora
Neigembos har ett trädbestånd av huvudsakligen bok och i mindre utsträckning ek och ask. På de surare jordarna växer örnbräken, liljekonvalj, Engelsk klockhyacint, ramslök, vitsippor och gulplister växer på de leriga jordarna på våren. I den västra delen av skogen (Vriezenbos) växer klibbal, ask, kabblekesläktet, jättefräken, bäckbräsma och gullpudra.

## Fauna
Skogen är hem för bland andra ormvråk, kungsfiskare, mindre hackspett, rådjur, entita, nötväcka, brunlångöra, brun groda, kopparödla, vanlig padda, aurorafjäril och kvickgräsfjäril, citronfjäril.

## Svampar
Neigembos är också en hotspot för svamp, mer än 500 arter har redan hittats, bland andra kandelabersvamp, eldsopp, rotsopp, snurrkrös, kantarellvaxskivling, elfenbensvaxskivling, igelkottsröksvamp, saffranshätta, dagghätta och många andra sällsynta och mer vanliga arter.

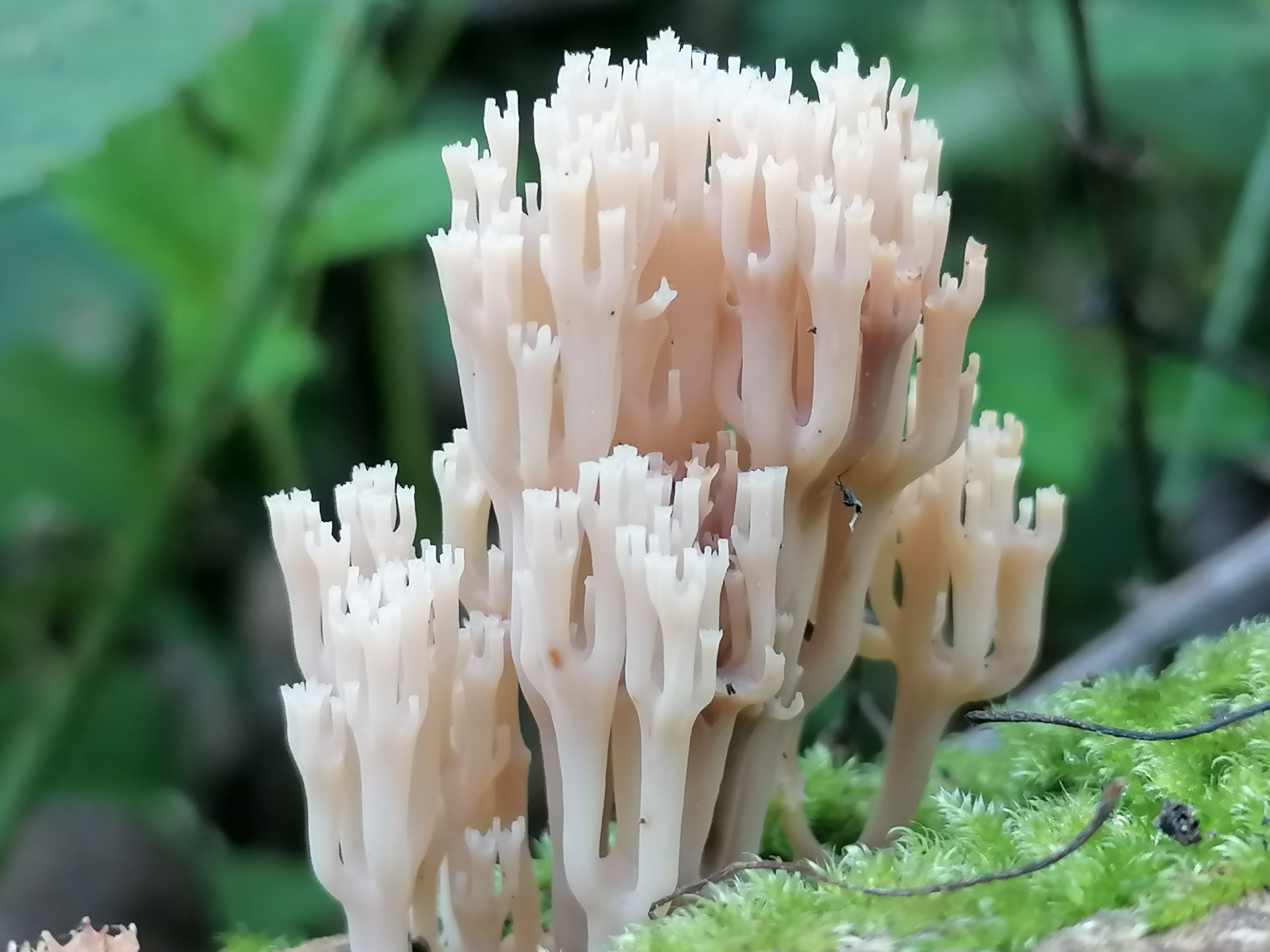
Kandelabersvamp (Artomyces pyxidatus)
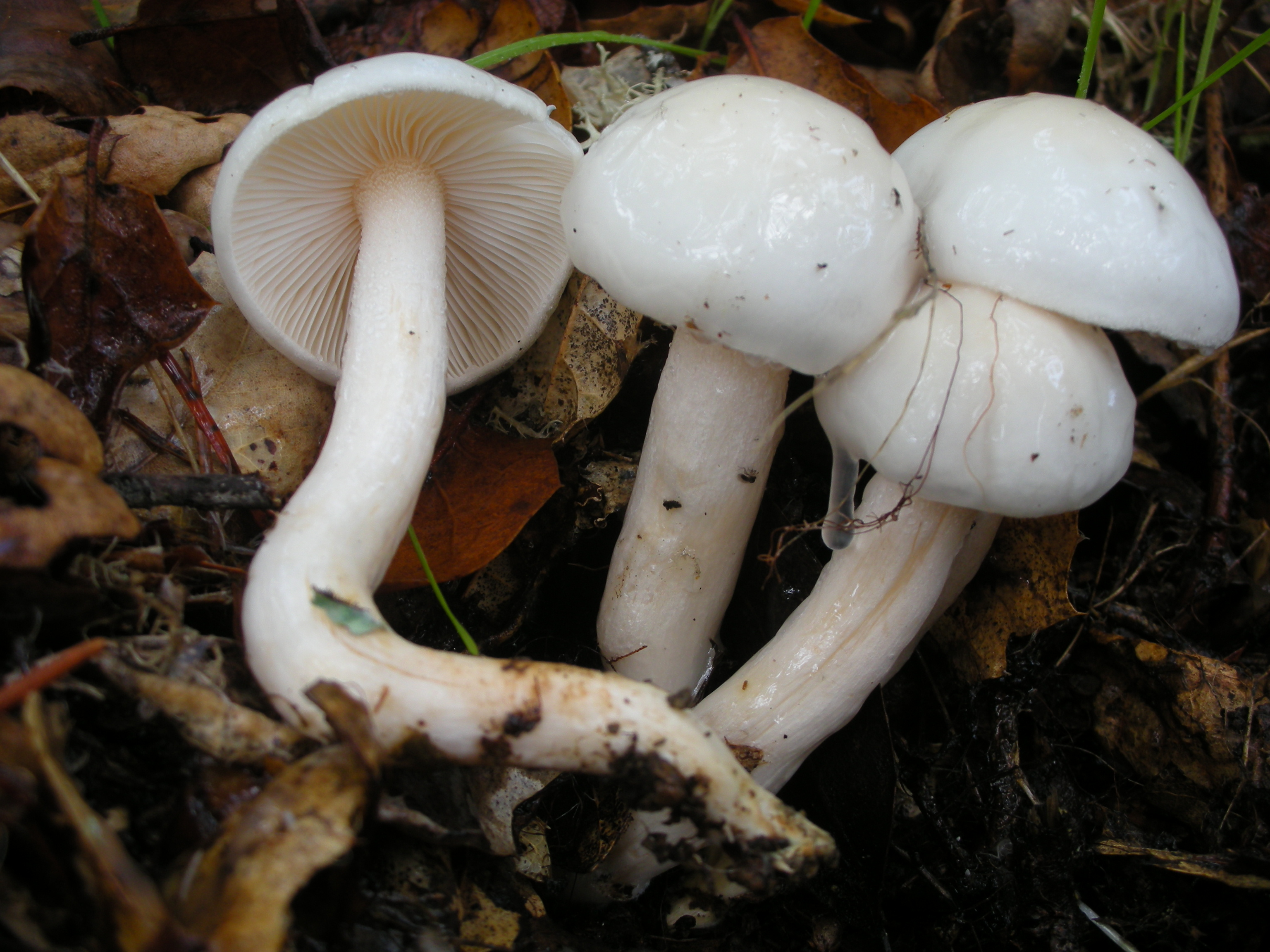
Eelfenbensvaxskivling(Hygrophorus eburneus-pastorino)
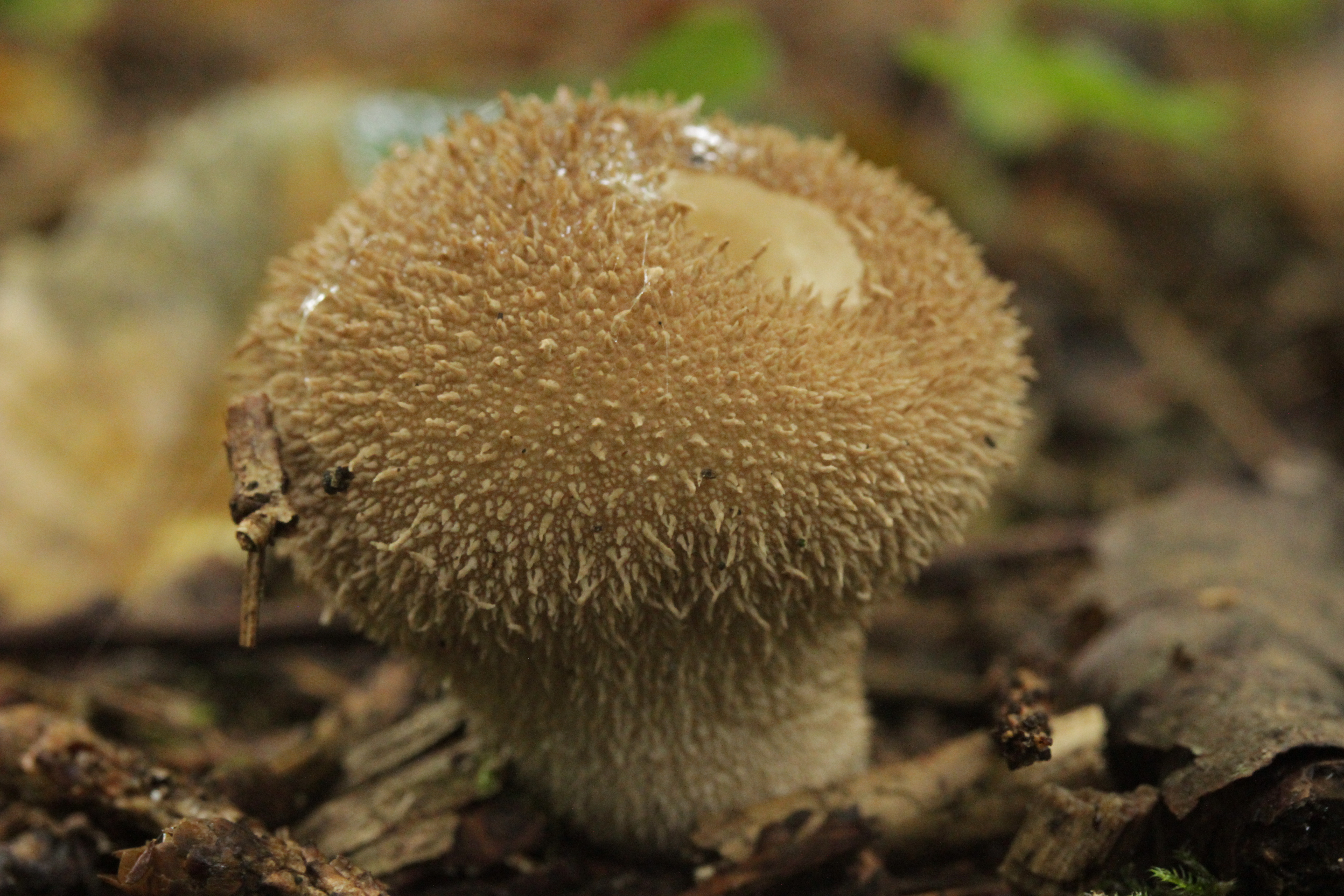
Igelkottsröksvam (Lycoperdon echinatum)
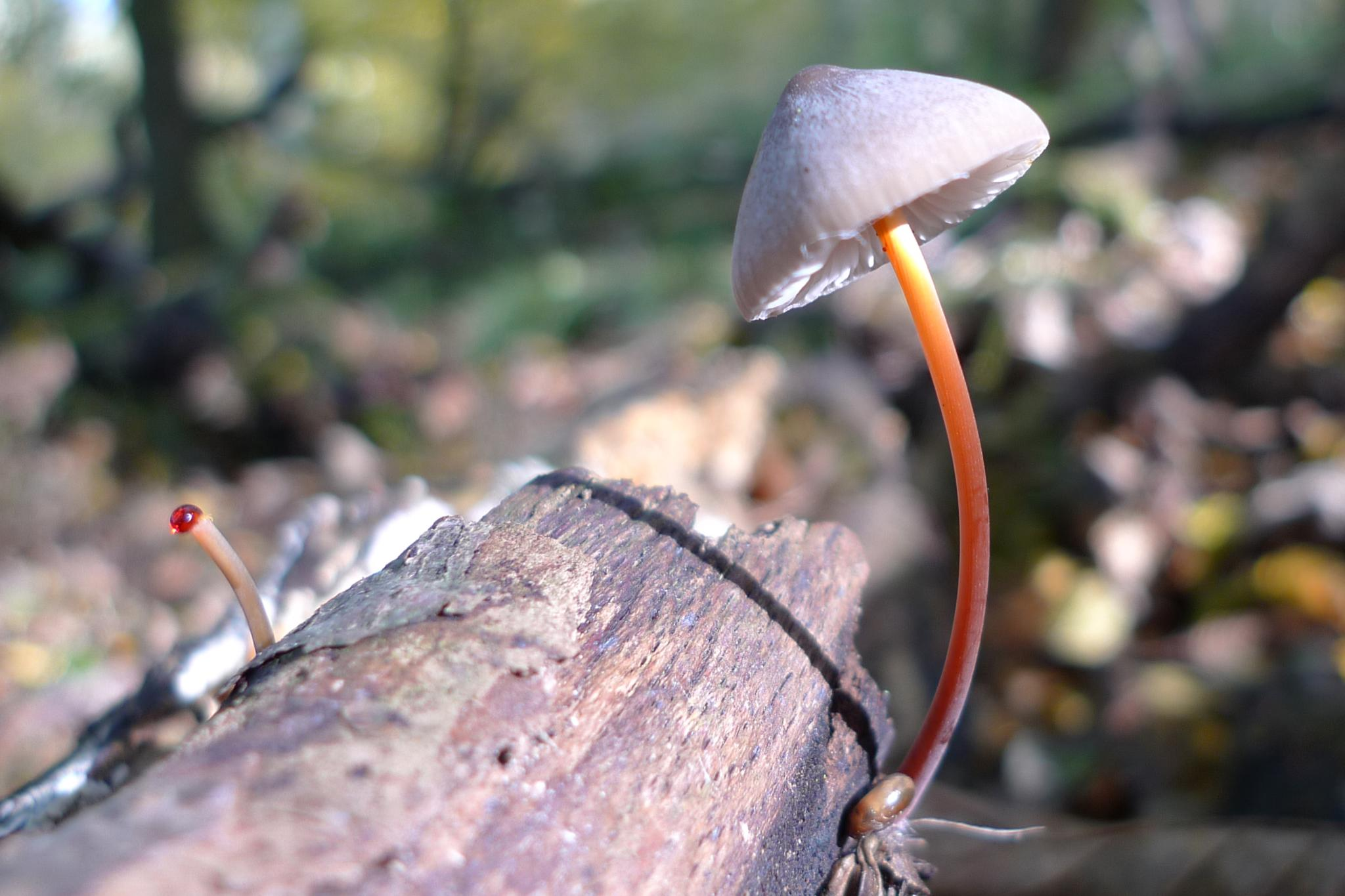
Dagghätta (Mycena crocata)

## Erosionskanalerna
Det finns 4 erosionskanaler i neigebos. Erosionskanalerna skapades för att klimatet värmdes upp för 12 000 år sedan. Detta släppte ut mycket smältvatten som skurade erosionskanaler i de branta sluttningarna. Ett annat namn för groebe är smelt valley. Förr i tiden användes erosionskanalerna som gångväg. I ett av stenbrotten har en 220 meter lång träspång anlagts för att överbrygga en kavelbro på 24 meter.
Nu bildar erosionskanalerna unika biotoper, med sällsynta växter.

## Bilder

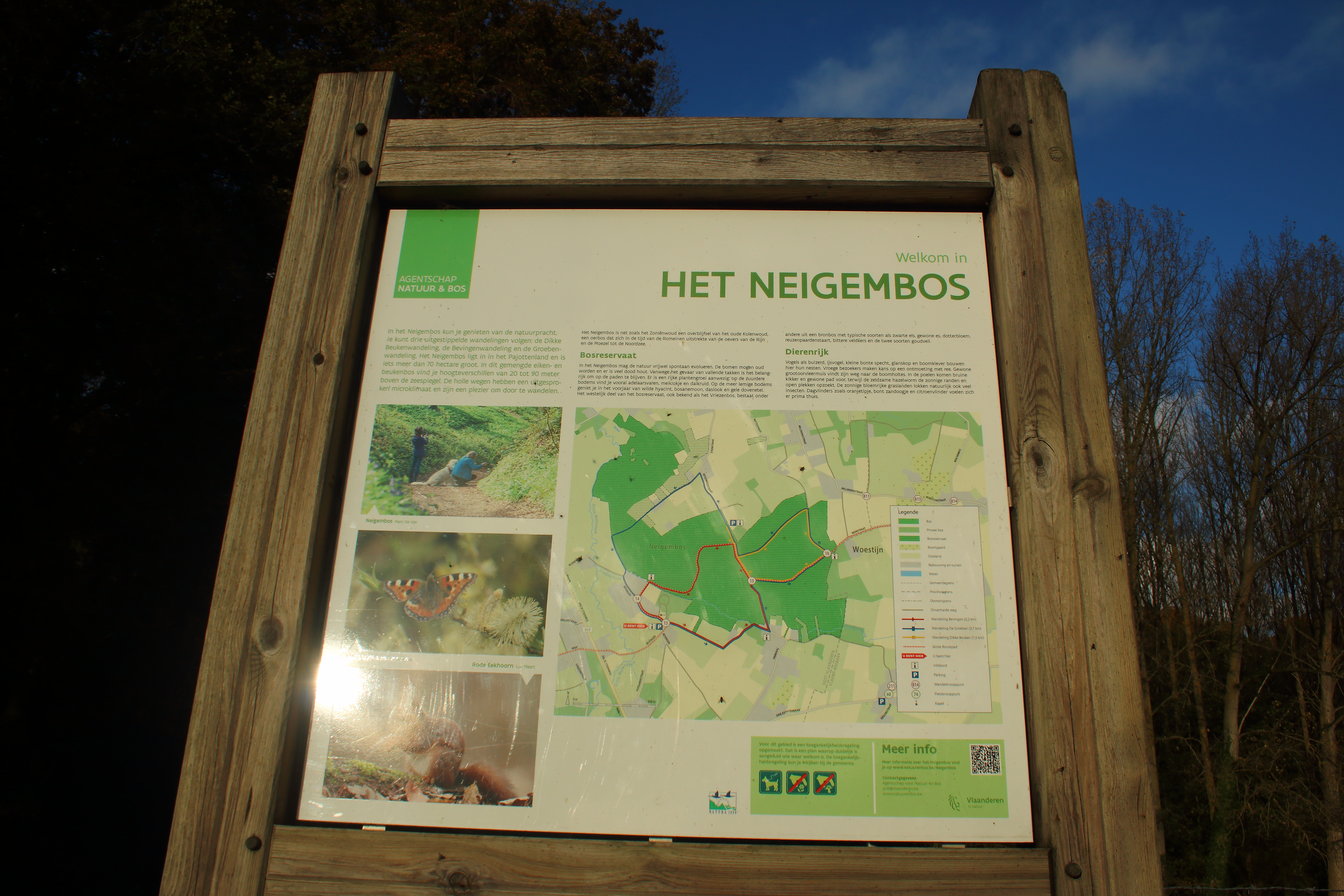
Informationstavla I Neigembos
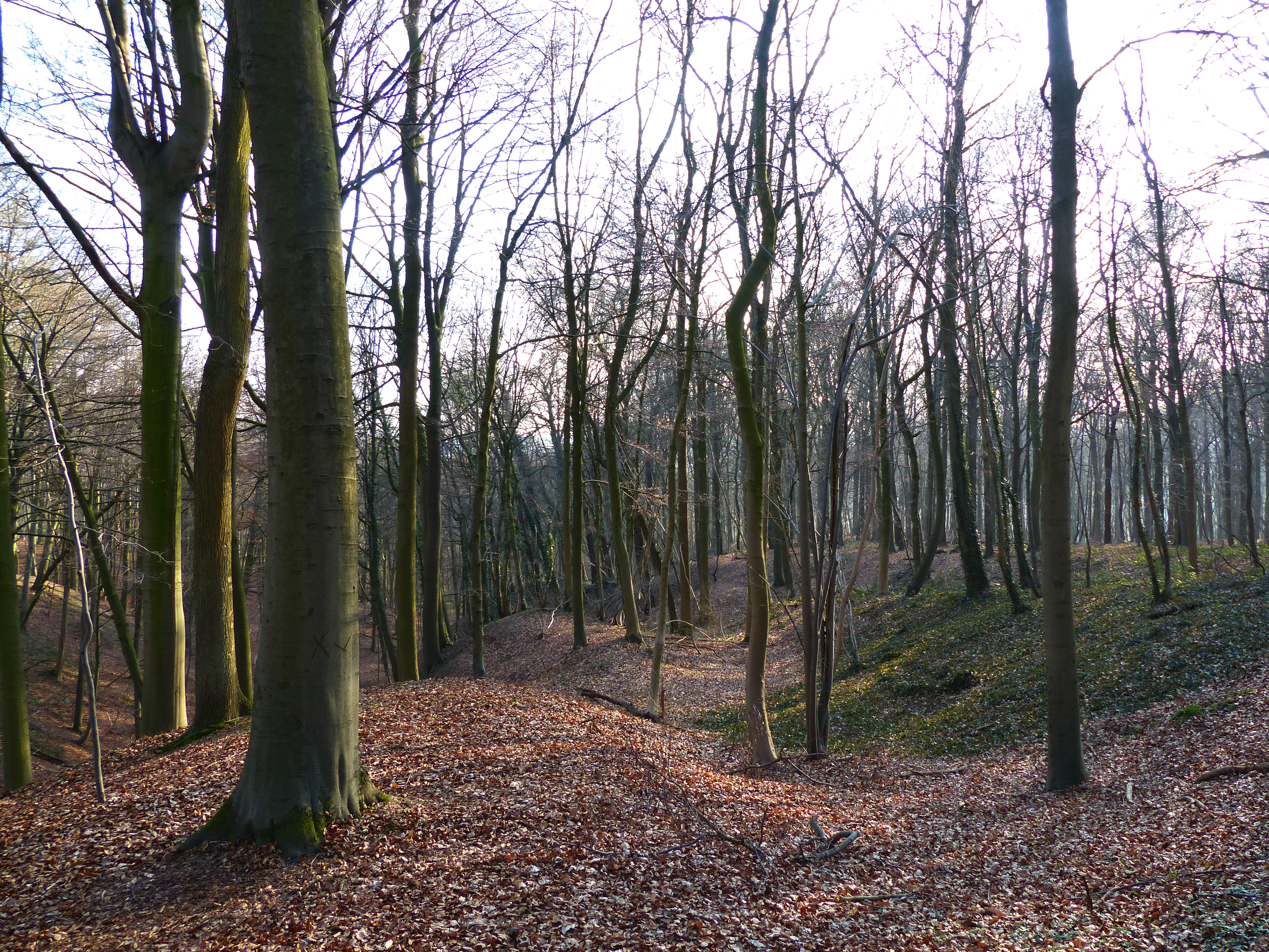
Neigebos på vintern
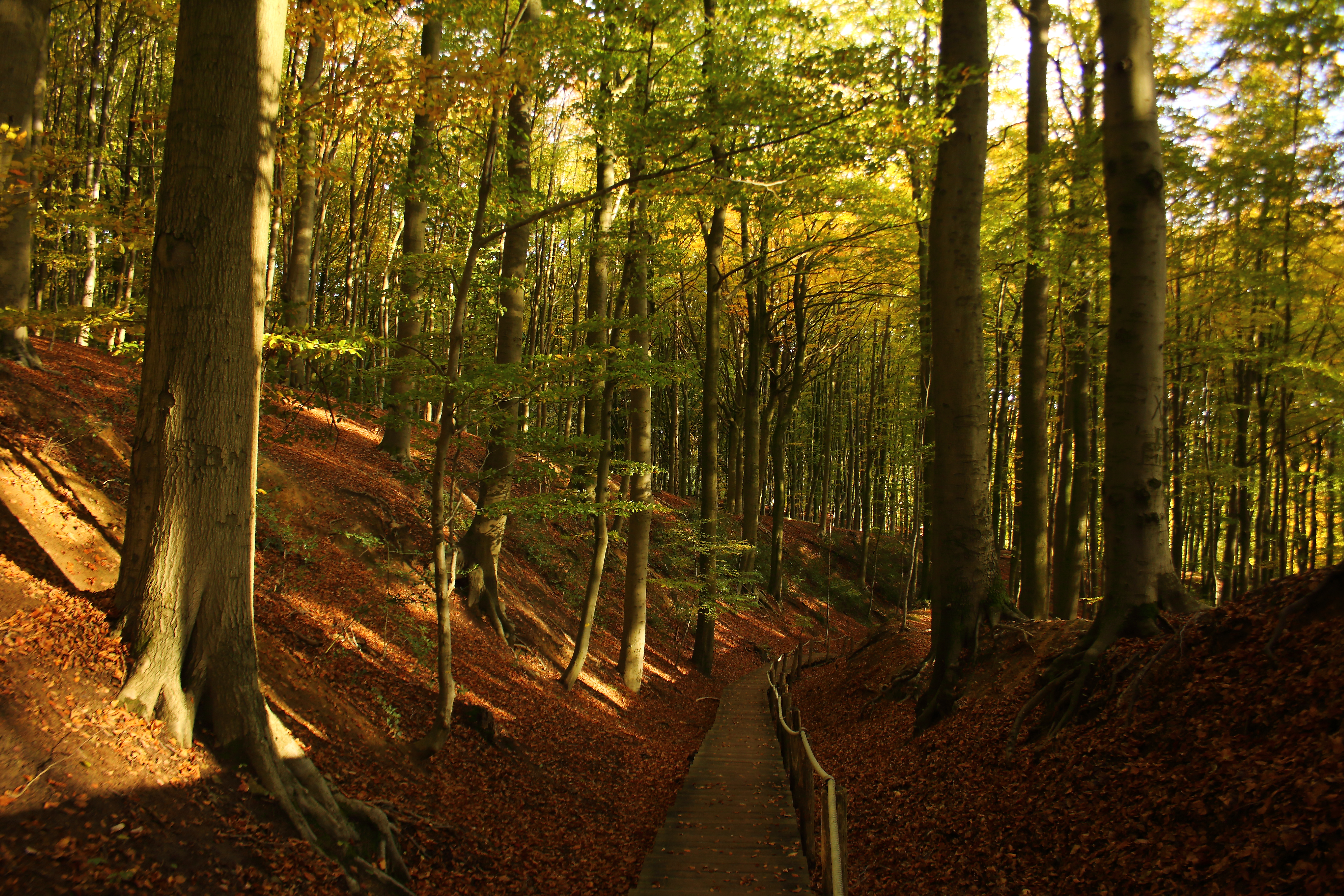
Erosionsränna med kavelbro i Neigembos
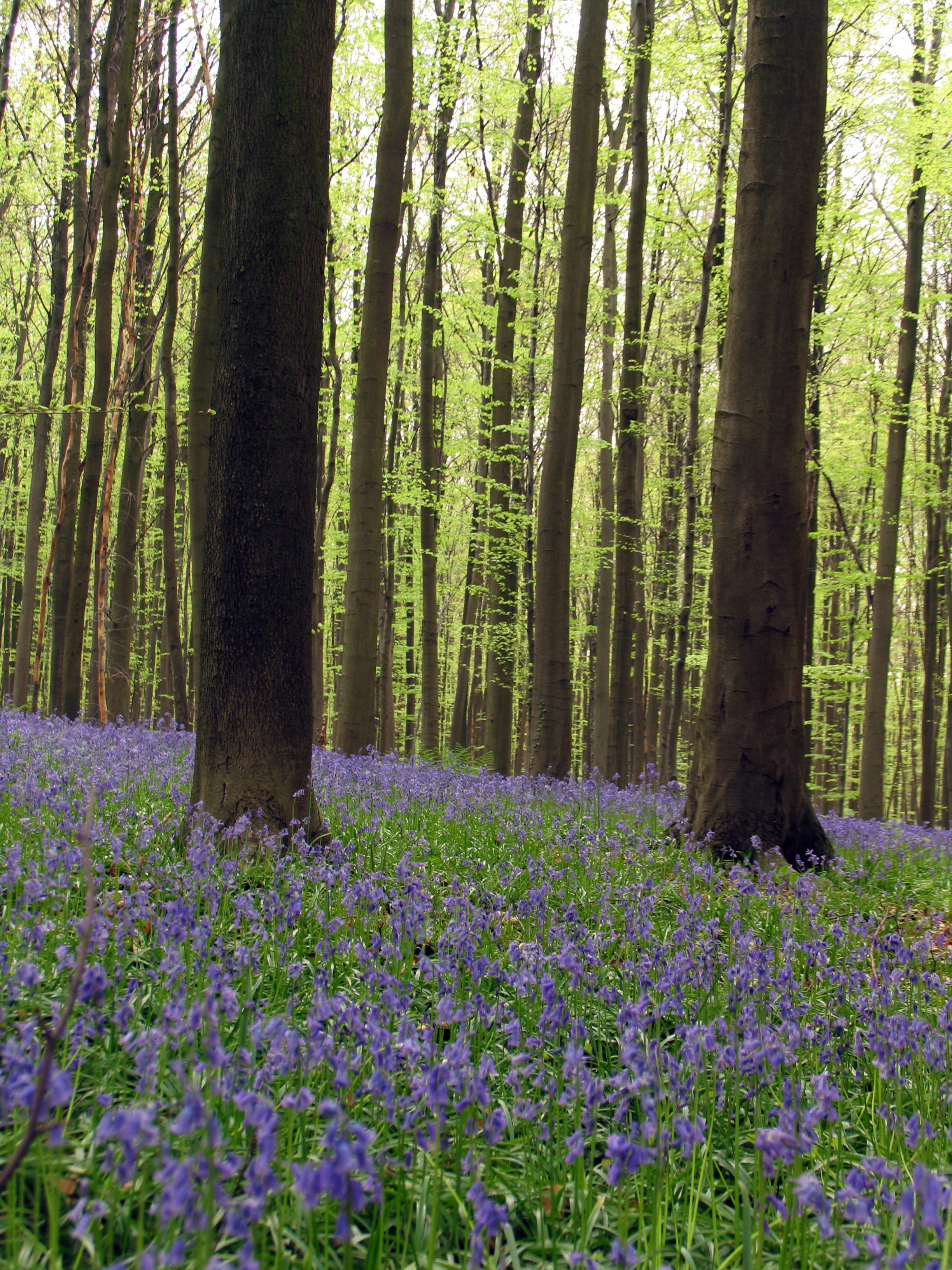
Engelsk klockhyacint i blom i Neigembos
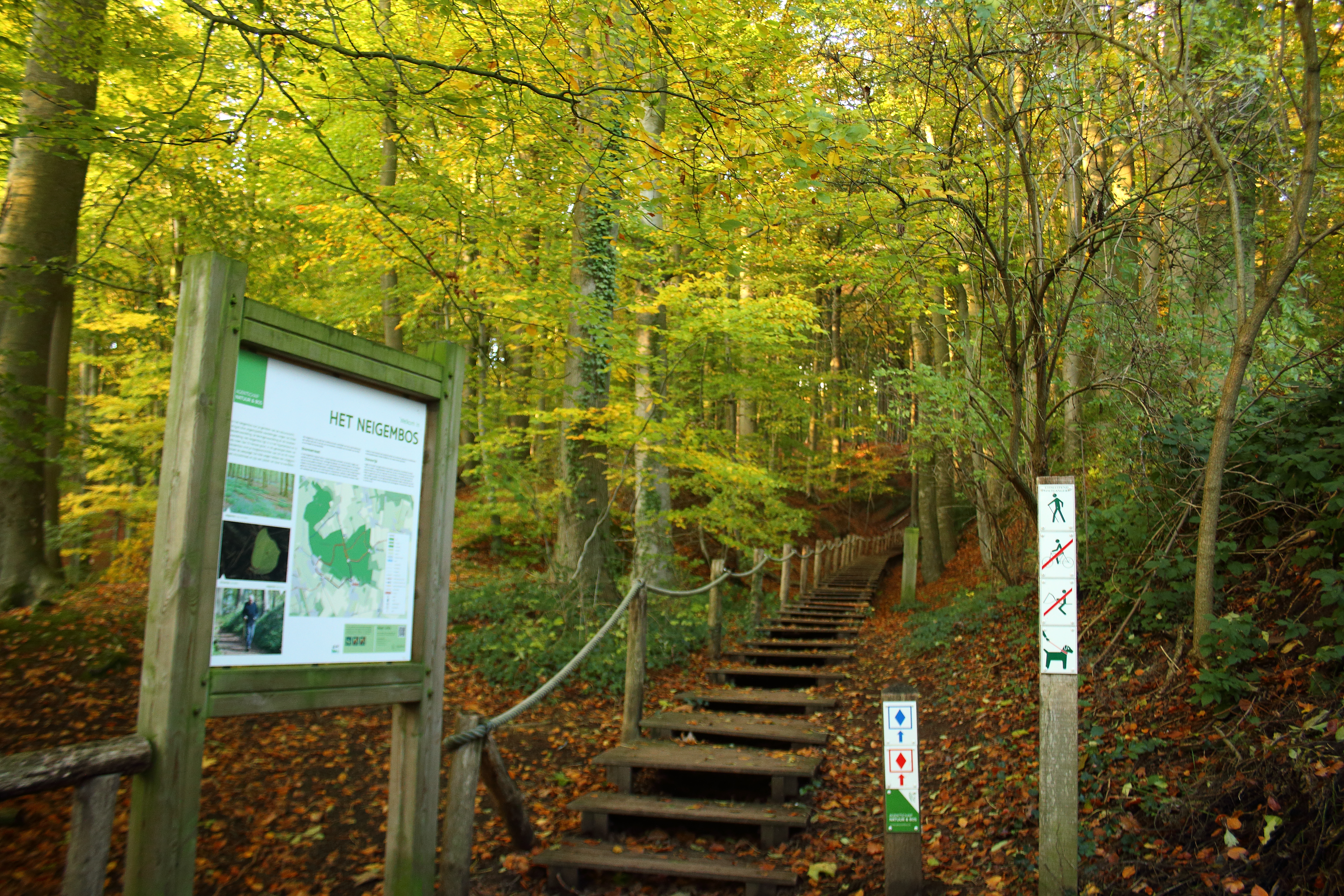
Borjän av kavelbro I Neigembos
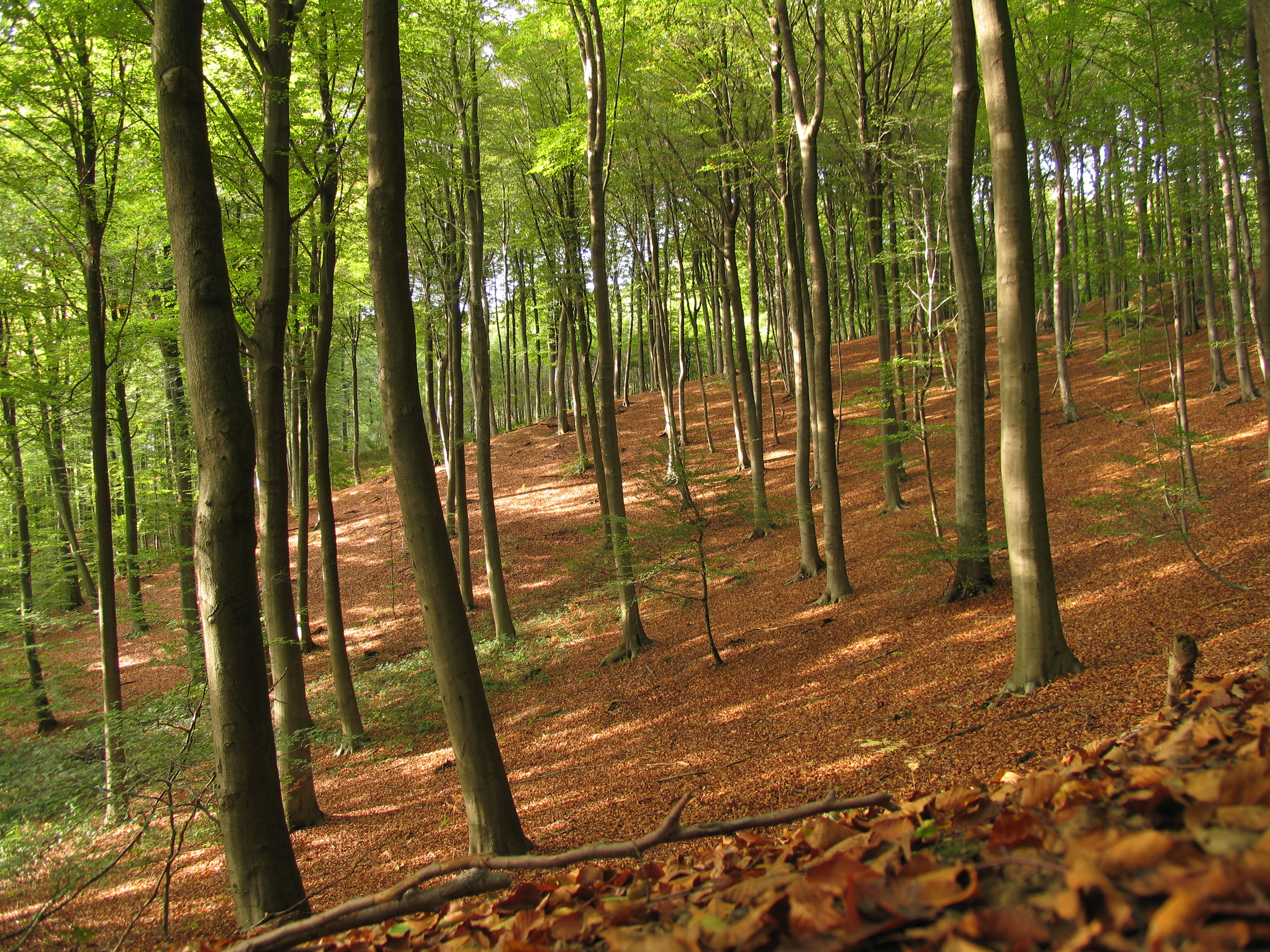
Neigembos
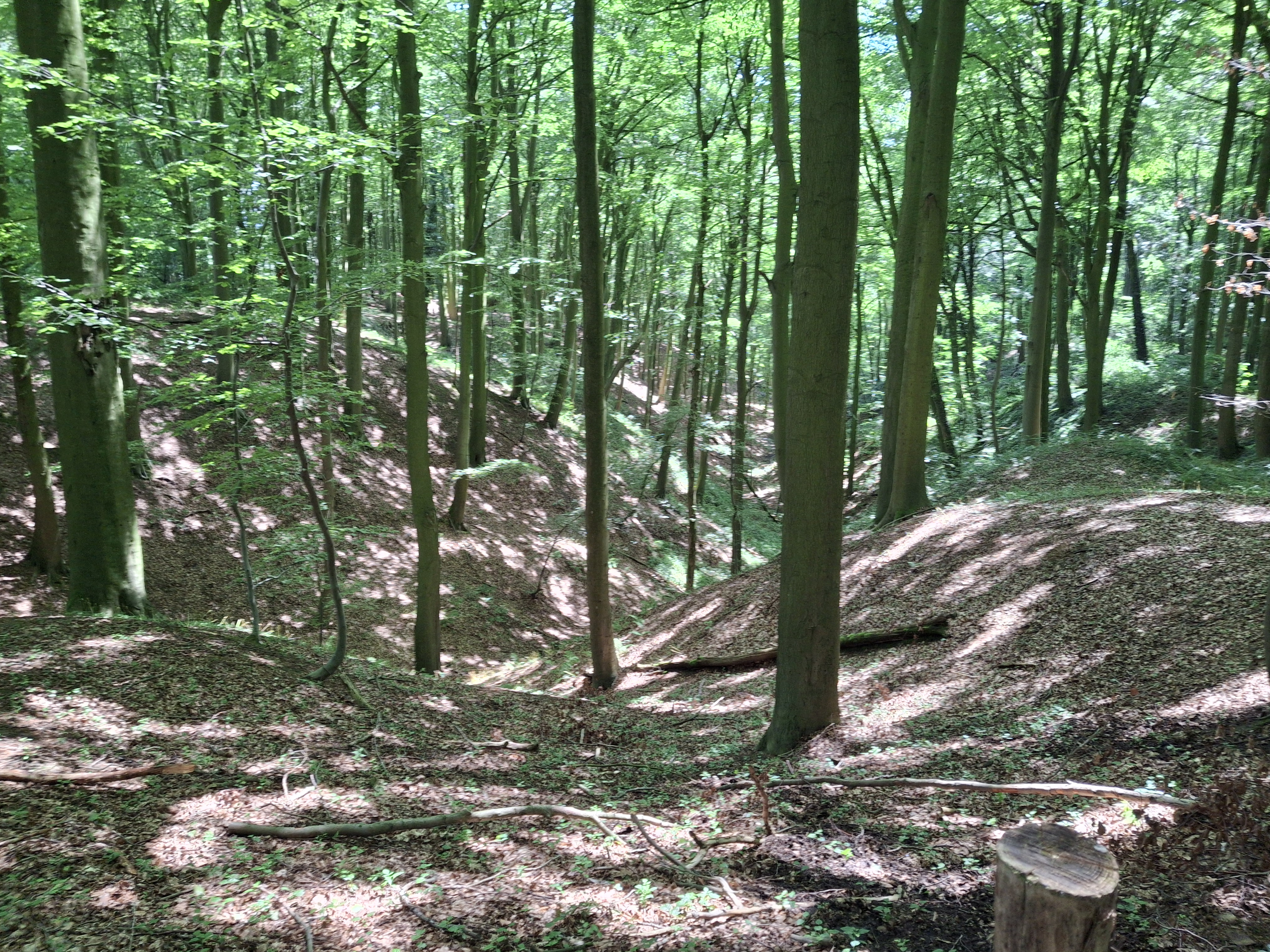
Erosionskanal i Neigembos

## Naturupplevelse
GR-stigen 512 passerar genom Neigembos, precis som vandringsnätet 'Flamländska Ardennerna - Bronbossen'/'Scheldeland' och tre skyltade promenader ('Dikke Beuken' (1,5 km), 'Bevingen' (2,2 km), 'De Groeben' (3,7 km)).